# X86-64

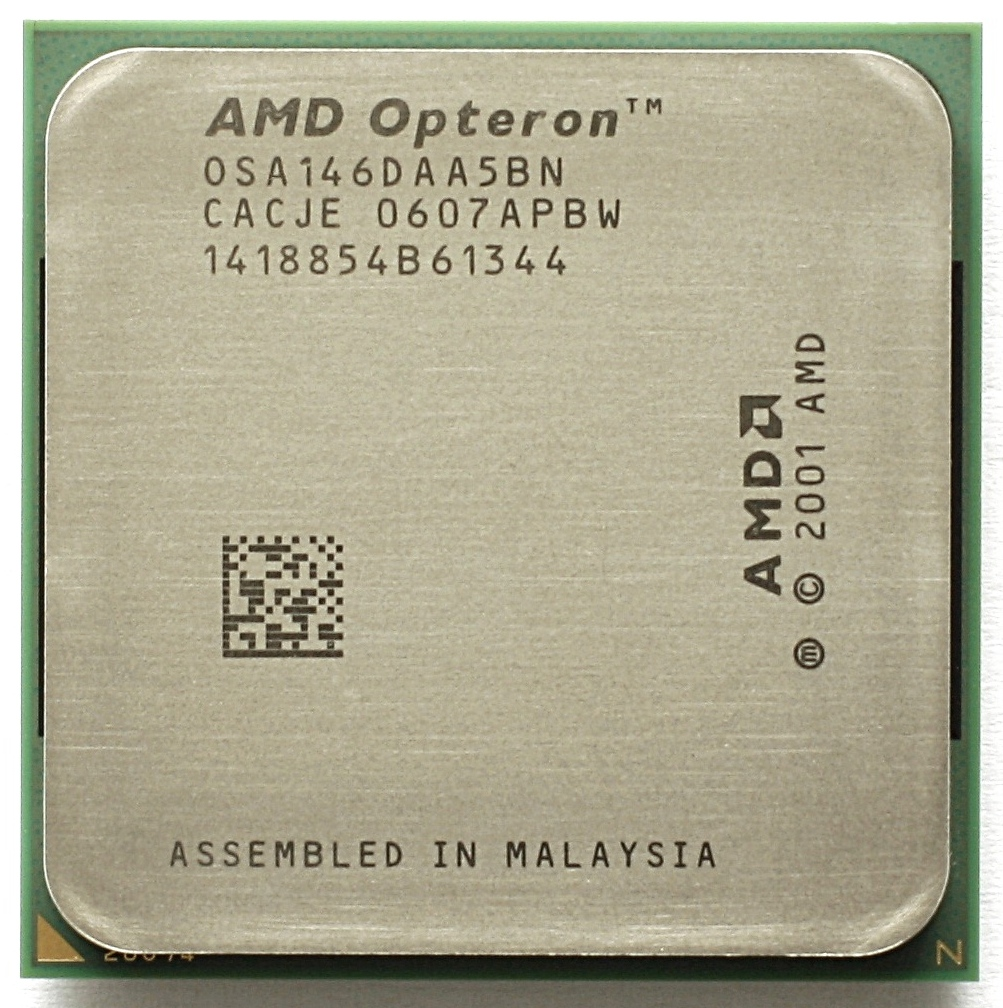
Opteron, az x86-64 kiterjesztés első megvalósítása, bemutatva 2003-ban

Az x86-64 az x86-os architektúra 64 bites leszármazottja: az x86 utasításkészlet-architektúra 32 bites (IA-32) verziójának kiterjesztése. Ez a kiterjesztés hatalmas mértékben megnöveli a használható virtuális és fizikai címteret az IA-32 lehetőségeihez képest, ezáltal pl. sokkal könnyebben kezelhetők nagyobb adathalmazok. Az x86-64 lehetővé teszi 64 bites általános célú regiszterek használatát és számos egyéb fejlesztést tartalmaz. Az eredeti specifikáció az AMD tervezése, megvalósításait az AMD, Intel, VIA és más cégek is elkészítették. Teljes mértékben visszafelé kompatibilis mind a 16 bites, mind a 32 bites x86 kóddal.
Az architektúra AMD általi elnevezése AMD64, ugyanakkor az Intel a saját másolatát Intel 64-nek nevezte el (régebben Yamhill, Clackamas Technológia, CT, IA-32e és EM64T neveken volt ismert). Ez vezetett a hétköznapi nyelvben az x86-64 vagy x64 elnevezések használatához, mint gyártó-független fogalmakhoz, amikor a két közel azonos kivitelezésű architektúrára hivatkozunk.
Az x86-64-et nem szabad összekeverni az IA-64-gyel, ami az Intel Itanium sorozatba tartozó processzorainak architektúrája. Ez utóbbinak az alap utasításkészlete nem kompatibilis a régebbi, 32 bites x86-os processzorokkal.

## AMD64
Az AMD64 utasításkészletet használják jelenleg az AMD következő processzorai: Athlon 64, Athlon 64 FX, Athlon 64 X2, Turion 64, Turion 64 X2, Opteron, Phenom, Phenom II, az újabb Sempron processzorok, az FX processzorok, a Fusion/APU-k és a Ryzen/Epyc processzorok.

### Az AMD64 története
Az AMD64 az AMD alternatívájaként született az Intel és a Hewlett-Packard radikálisan különböző IA-64-es architektúrájára. Eredetileg „x86-64” néven lett bejelentve 2000 augusztusában. Az AMD célja az új architektúrával az volt, hogy a 64 bites számítási lehetőségeket hozzáadja a már létező x86-os architektúra képességeihez, szemben az Intel hozzáállásával, ami egy teljesen új 64 bites architektúrát szeretett volna megalkotni az IA-64-gyel. Az AMD 64 platform márkaneve és az AMD64 logó egy 4 tagú, Hals Speed, Simon Solotko, Christian Zdebel és Tom Kingből álló marketing-stratégia csoport munkájaként született.
Az első AMD64-en alapuló processzor, az Opteron, 2003 áprilisában jelent meg.

### Az architektúra jellegzetességei
Az AMD64 legfontosabb jellemzői a 64 bites általános célú regiszterek támogatása, 64 bites egészekkel történő aritmetikai és logikai műveletek elvégzése, és a 64 bites virtuális címek. A tervezők természetesen megragadták az alkalmat egyéb fejlesztések végrehajtására is. A legfontosabb változtatások például:
- A 64 bites egész típus teljes támogatása: Mindegyik általános felhasználású regiszter 32 bitesről 64 bitesre lett növelve, mindegyik aritmetikai és logikai művelet, a memóriából regiszterbe és regiszterből memóriába típusú műveletek, mind közvetlenül támogatják a 64 bites egészeket.
- További regiszterek: Az általános célú regiszterek méretének növelése mellett az x86-32-ben lévő névvel ellátott, általános célú regiszterek (eax, ebx, ecx, edx, ebp, esp, esi, edi) száma 8-ról 16-ra növekedett. Ezáltal lehetővé vált a lokális változóknak a verem helyett a regiszterekben történő tárolása, valamint a gyakran használt konstansok is helyet kaphatnak a regiszterekben. A gyors és kis méretű szubrutinok argumentumainak tárolására is nagyobb tárhely áll rendelkezésre. Mind a 16 regisztert lehet használni 64 bitesként (rax, rbx, rcx, rdx, rbp, rsp, rsi, rdi, r8..r15 néven), 32 bitesként (eax, esi, r8d stb), 16 bitesként (ax, si, r8w stb), 8 bitesként (al, sil, r8b stb). Ezen felül az ah, bh, ch, dh továbbra is használható. A több regiszter használatának hátránya, hogy magával hozza a több regisztermentést és -visszaállítást. Az AMD64-nek még így is kevesebb regisztere van, mint a legtöbb átlagos RISC processzornak (amelyeknek általában 32-64 regiszterük van) vagy mint a VLIW-típusú gépeknek, mint például az IA-64, amelynek 128 regisztere van.
- További XMM (SSE) regiszterek: Hasonlóképpen a 128 bites XMM regiszterek (Streaming SIMD (SSE)-utasítások) tárolására használatos) száma is 8-ról 16-ra növekedett.
- Nagyobb virtuális címtér: Az AMD64 architektúrára épülő jelenlegi processzormodellek legfeljebb 256 tebibájt (248 bájt) virtuális címteret tudnak megcímezni. Ez a határ a későbbi megvalósítások során 16 exibájtra (264 bájt ) növekedhet. A 32 bites x86-os ezzel szemben csak 4 gibibájtot tud kezelni. Ez azt jelenti, hogy lehetőség nyílik nagyon nagy fájlok kezelésére is oly módon, hogy az egész fájlt leképezzük a folyamat (eljárás) címterébe (ami általában gyorsabb, mint fájlszintű írás/olvasás-hívásokkal dolgozni), és nem kell a fájl részleteit külön-külön be- és kiírni a címtérbe.
- Nagyobb fizikai címtér: Az AMD64 architektúrára épülő jelenlegi processzorok legfeljebb 1 tebibájt (240 bájt) RAM-memóriát tudnak megcímezni; az architektúra engedélyezi ennek kiterjesztését 4 pebibájtra (252 bájt) a jövőben. Emulált módban, a Fizikai Cím Kiterjesztés (Physical Address Extension, PAE) támogatva van, ez támogatva van a legújabb 32 bites x86-os processzorokban is, engedélyezve a legfeljebb 64 gibibájthoz való hozzáférést.
- Utasításmutató-relatív adathozzáférés: Az utasítások hivatkozhatnak adattól függően az utasításpointerre (Relative Instruction Pointer - RIP regiszter). Ez pozíciófüggetlen kódot eredményez, ami gyakran használatos megosztott könyvtárakban, és valós időben történő hatékony kódbetöltésre.
- SSE utasítások: Az eredeti AMD64 architektúra átvette az Inteltől az SSE-t és az SSE2-t, mint mag-utasításokat. Az SSE3 utasítások 2005 áprilisában lettek hozzáadva. Az SSE2 helyettesíti az x87-es utasításkészlet IEEE 80 bites számítási pontosságát, az IEEE 32 és 64 bites lebegőpontos számítási pontosságának választási lehetőségével. Ez lehetővé teszi a lebegőpontos számítások kompatibilitását más modern CPU-kkal. Az SSE és az SSE2 utasítások is ki lettek egészítve, hogy támogassák a 8 új XMM regisztert. Az SSE-t és az SSE2-t támogatják az újabb 32 bites x86-os processzorok. Azok a 32 bites programok, amelyek SSE-t és SSE2-t igényelnek, csak akkor fognak működni, ha megfelelő processzorral rendelkezik a rendszer. Ez a probléma nem jelentkezik 64 bites programoknál, mert minden AMD64-et támogató processzor támogatja az SSE-t és az SSE2-t is. Az SSE és SSE2 utasítások használata az x87-es utasítások használata helyett nem csökkenti azon gépek számát, amelyeken a programok futni fognak. Az SSE és az SSE2 gyorsabbak, és hasonlóak a hagyományos x87-es utasításokhoz, az MMX-hez és a 3Dnow!-hoz, ez utóbbiak használata felesleges AMD64 alatt.
- A No-eXecute bit: Az NX bit (a laptáblázat 63. bitje) lehetővé teszi az operációs rendszer számára, hogy meghatározza, a virtuális címtérnek mely részei tartalmazhatnak végrehajtható kódot, és melyek nem. Amennyiben olyan területről történik kódvégrehajtási kísérlet, ahol ez nem engedélyezett, akkor memória hozzáférési hiba keletkezik, olyan, mint például amikor egy csak olvasható helyre akarnánk írni. Ez hivatott megnehezíteni a rosszindulatú kódoknak, hogy átvegyék a rendszer feletti uralmat „puffer-túlcsordulás” típusú támadásokkal. Szegmensleíró tulajdonságként ehhez hasonló védelem van az x86-os processzorokban is a 80286-os óta. Ez a típusú védelem csak akkor működik, ha egy egész szegmensre vonatkoztatjuk. Az AMD volt az első, amely az x86-os processzorokban használta a no-execute bit-et a lineáris címzési módnál. Ez a tulajdonság elérhető AMD64 processzorokban is emulált üzemmódban, és a jelenlegi Intel x86 processzorokban is, ha a PAE használatban van.
- A régi tulajdonságok eltávolítása: Az x86-os architektúra számos „rendszer-programozó” tulajdonsága nincs használatban a modern operációs rendszerekben, és nem elérhető az AMD64-en long (64 bites és kompatibilitás) üzemmódban. Ezek közé tartozik például a szegmentált címzés (habár az FS és a GS szegmens meg lett tartva valamilyen formában a Windows-kóddal való kompatibilitás érdekében), a feladat állapot váltás és a virtuális 8086-mód. Ezek a szolgáltatások természetesen megmaradtak az emulált módban, ami lehetővé teszi e processzoroknak, hogy 32 bites és 16 bites operációs rendszereket futtassanak módosítás nélkül.

### Megvalósítások
A következő processzorok épülnek az AMD64 architektúrára:
- AMD Athlon 64
- AMD Athlon 64 X2
- AMD Athlon 64 FX
- AMD Opteron
- AMD Turion 64
- AMD Turion 64 X2
- AMD Sempron ("Palermo" E6-os változat és mindegyik "Manila" modell)
- AMD Phenom
- AMD Phenom II

## Lásd még
- NX bit

## Fordítás
- Ez a szócikk részben vagy egészben az Amd64 című angol Wikipédia-szócikk fordításán alapul.  Az eredeti cikk szerkesztőit annak laptörténete sorolja fel. Ez a jelzés csupán a megfogalmazás eredetét és a szerzői jogokat jelzi, nem szolgál a cikkben szereplő információk forrásmegjelöléseként.